# Ministère du Développement (Grèce)
Le ministère du Développement (en grec moderne : Υπουργείο Ανάπτυξης) est le département ministériel du gouvernement de la République hellénique responsable de l'industrie, du commerce, de la recherche et de la technologie.

## Historique
Il est créé en 1996 par le socialiste Konstantínos Simítis par la réunion du ministère de l'Industrie, du ministère du Commerce et du ministère du Tourisme. Entre janvier et septembre 2015, il est séparé entre le ministère de l'Économie et le ministère du Redressement productif par l'écosocialiste Aléxis Tsípras.
Le « ministère de l'Économie et du Développement » est créé le 4 novembre 2016, en remplacement du « ministère de l'Économie, du Développement et du Tourisme ». À la suite de l'arrivée au pouvoir de Kyriákos Mitsotákis, un changement de nom et de compétences conduit à la création du « ministère du Développement et de l'Investissement ». Ce dernier est remplacé le 26 juin 2023 par la dénomination « ministère du Développement ».

### Titulaires
| Nom                                                                                                | Nom                                        | Mandat            | Mandat            | Parti  | Gouvernement                 |
| -------------------------------------------------------------------------------------------------- | ------------------------------------------ | ----------------- | ----------------- | ------ | ---------------------------- |
| Ministre du Développement                                                                          |                                            |                   |                   |        |                              |
| | Vásso Papandréou                           | 22 janvier 1996   | 19 février 1999   | PASOK  | Simítis I, II                |
| | Evángelos Venizélos                        | 19 février 1999   | 13 avril 2000     | PASOK  | Simítis II                   |
| | Nikólaos Christodoulákis                   | 13 avril 2000     | 24 octobre 2001   | PASOK  | Simítis III                  |
| | Ákis Tsochatzópoulos                       | 24 octobre 2001   | 10 mars 2004      | PASOK  | Simítis III                  |
| | Dimítrios Sioúfas                          | 10 mars 2004      | 19 septembre 2007 | ND     | Kóstas Karamanlís I          |
| | Chrístos Fólias                            | 19 septembre 2007 | 8 janvier 2009    | ND     | Kóstas Karamanlís II         |
| | Kostís Hadjidákis                          | 8 janvier 2009    | 7 octobre 2009    | ND     | Kóstas Karamanlís II         |
| Ministre de l'Économie, de la Compétitivité et de la Marine                                        |                                            |                   |                   |        |                              |
| | Loúka Katséli                              | 7 octobre 2009    | 7 septembre 2010  | PASOK  | Giórgos Papandréou           |
| | Michális Chryssohoïdis                     | 7 septembre 2010  | 27 juin 2011      | PASOK  | Giórgos Papandréou           |
| Ministre du Développement, de la Compétitivité et de la Marine                                     |                                            |                   |                   |        |                              |
| | Michális Chryssohoïdis                     | 27 juin 2011      | 7 mars 2012       | PASOK  | Giórgos Papandréou Papadímos |
| | Ánna Diamantopoúlou                        | 7 mars 2012       | 17 mai 2012       | PASOK  | Papadímos                    |
| | Ioánnis Stournáras                         | 17 mai 2012       | 21 juin 2012      | Sans   | Pikramménos                  |
| Ministre du Développement, de la Compétitivité, des Infrastructures, des Transports et des Réseaux |                                            |                   |                   |        |                              |
| | Kostís Hadjidákis                          | 21 juin 2012      | 25 juin 2013      | ND     | Samarás                      |
| Ministre du Développement et de la Compétitivité                                                   |                                            |                   |                   |        |                              |
| | Kostís Hadjidákis                          | 25 juin 2013      | 9 juin 2014       | ND     | Samarás                      |
| | Níkos Déndias                              | 9 juin 2014       | 3 novembre 2014   | ND     | Samarás                      |
| | Konstantínos Skrékas                       | 3 novembre 2014   | 27 janvier 2015   | ND     | Samarás                      |
| Ministre de l'Économie, du Développement et du Tourisme                                            |                                            |                   |                   |        |                              |
| | Geórgios Stathákis                         | 23 septembre 2015 | 5 novembre 2016   | SYRIZA | Tsípras II                   |
| Ministre de l'Économie et du Développement                                                         |                                            |                   |                   |        |                              |
| | Dimitris Papadimitriou                     | 5 novembre 2016   | 27 février 2018   | SYRIZA | Tsípras II                   |
| | Ioánnis Dragasákis (Vice-Premier ministre) | 27 février 2018   | 9 juillet 2019    | SYRIZA | Tsípras II                   |
| Ministre du Développement et des Investissements                                                   |                                            |                   |                   |        |                              |
| | Spyrídon-Ádonis Georgiádis                 | 9 juillet 2019    | 26 mai 2023       | ND     | K. Mitsotákis I              |
| | Eléni Lourí                                | 26 mai 2023       | 27 juin 2023      | Sans   | Sarmás                       |
| | Konstantínos Skrékas                       | 27 juin 2023      | 14 juin 2024      | ND     | K. Mitsotákis II             |
| | Tákis Theodorikákos                        | 14 juin 2024      | en cours          | ND     | K. Mitsotákis II             |